# Manzanillo de Puntarenas
Manzanillo es el sexto distrito del cantón de Puntarenas, en la provincia de Puntarenas, de Costa Rica.

## Geografía
Manzanillo cuenta con un área de 59,86 km² y una altitud media de 12 m s. n. m.

## Demografía
Para el año 2022, Manzanillo cuenta con una población estimada de 3700 habitantes, y para el último censo efectuado, en 2011, Manzanillo contaba con una población de 2811 habitantes.

## Localidades
- Poblados: Abangaritos, Camarita, Costa de Pájaros, Coyolito (parte), Cuesta Portillo.

## Transporte

### Carreteras
Al distrito lo atraviesan las siguientes rutas nacionales de carretera:
- Ruta nacional 601
- Ruta nacional 602